# Quadratisches Rad

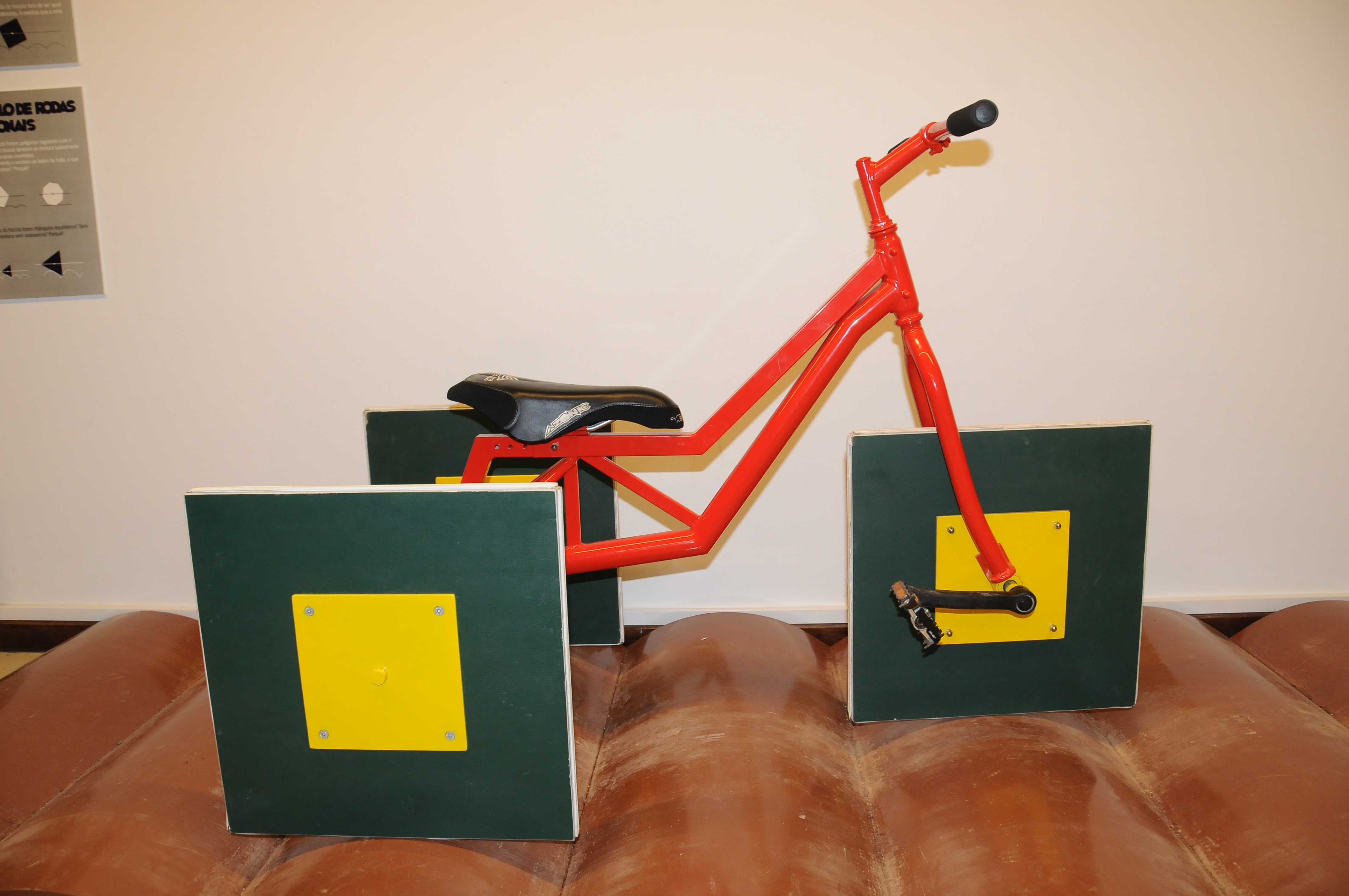
Dreirad mit quadratischen Rädern auf einem bogenförmigen Untergrund

Ein quadratisches Rad ist ein Rad, dessen äußere Form nicht kreisförmig, sondern quadratisch ist. Im Allgemeinen gilt ein quadratisches Rad als eine Redewendung für eine schlechte Lösung, wenn eine gute Lösung bereits existiert. Auf einer bogenförmigen Oberfläche aus gleichmäßig geformten umgekehrten Kettenlinien der korrekten Größe und Krümmung kann ein quadratisches Rad jedoch problemlos eine Rotation ausführen. Eine Kettenlinie ist die Kurve, die sich ergibt, wenn ein Seil oder eine Kette lose zwischen zwei Stützpunkten hängt.

## Hintergrund

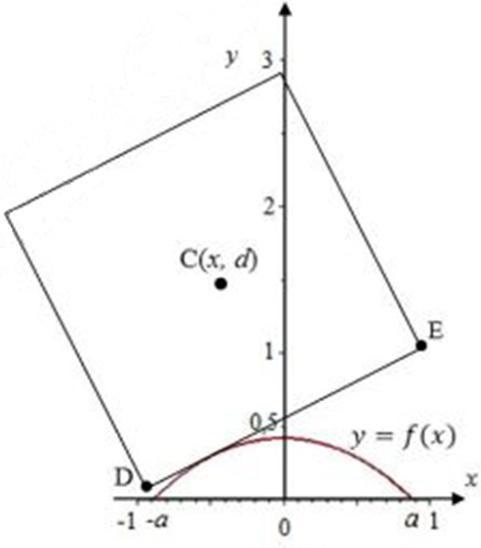
Grafische Darstellung

Grundsätzlich wird die Form des Quadrats nicht mit einem Rad in Verbindung gebracht, da ein Rad per Definition ein kreisförmiger Gegenstand ist, dessen Zweck es ist, auf einer ebenen Fläche zu rollen. Das quadratische Rad kann jedoch nur auf einer Fläche rollen, die so beschaffen ist, dass die Höhe des Schwerpunkts konstant bleibt. Diese Fläche muss aus einer Reihe von abgerundeten Bögen bestehen, von denen jeder durch die Gleichung einer umgekehrten Kettenlinie, das heißt mit dem Bogen nach oben, beschrieben wird und die entsprechende Größe, Länge und Krümmung hat. Auf diese Weise kann sich das quadratische Rad fortbewegen.
Die Kettenlinie wird durch die folgende Funktion beschrieben:
{\displaystyle y=a\,\cosh \left({x \over a}\right)={a \over 2}\,\left(e^{x/a}+e^{-x/a}\right)}.
Die Länge des Bogens muss mit der Länge der Quadratseite übereinstimmen. Jedes Mal, wenn sich das Quadrat um 90° dreht, verschiebt sich sein Schwerpunkt um eine Strecke nach vorn, die der Sehne unter dem Bogen entspricht.
Unter der Annahme, dass die Seitenlänge des Quadrats und damit auch des Bogens gleich 1 ist, ist die Länge der zugrunde liegenden Sehne gleich {\displaystyle \ln({\sqrt {2}}+1)\simeq 0{,}88}. Dies bedeutet, dass das Quadrat, das auf einer Oberfläche mit Bögen rollt, bei gleicher Anzahl an Umdrehungen eine Strecke zurücklegt, die ungefähr 88 % der Strecke entspricht, die es auf einer ebenen Oberfläche zurückgelegt hätte.

Animation eines Quadrats, das auf einer umgekehrten Kettenlinie sanft rollt. Der Schwerpunkt wird dabei auf einer konstanten Höhe gehalten.

## Beispiele

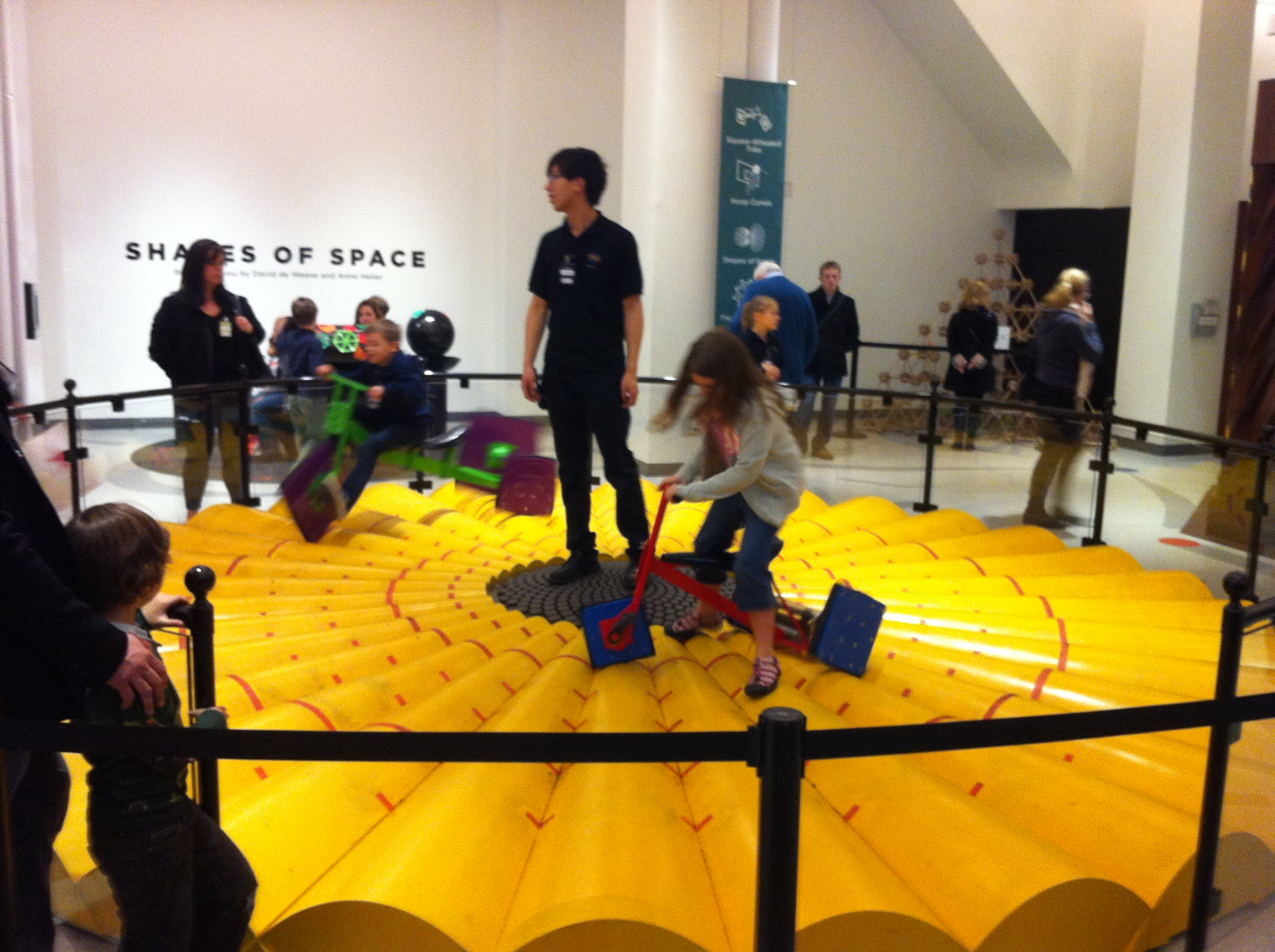
Dreirad mit quadratischen Rädern im MoMath in New York

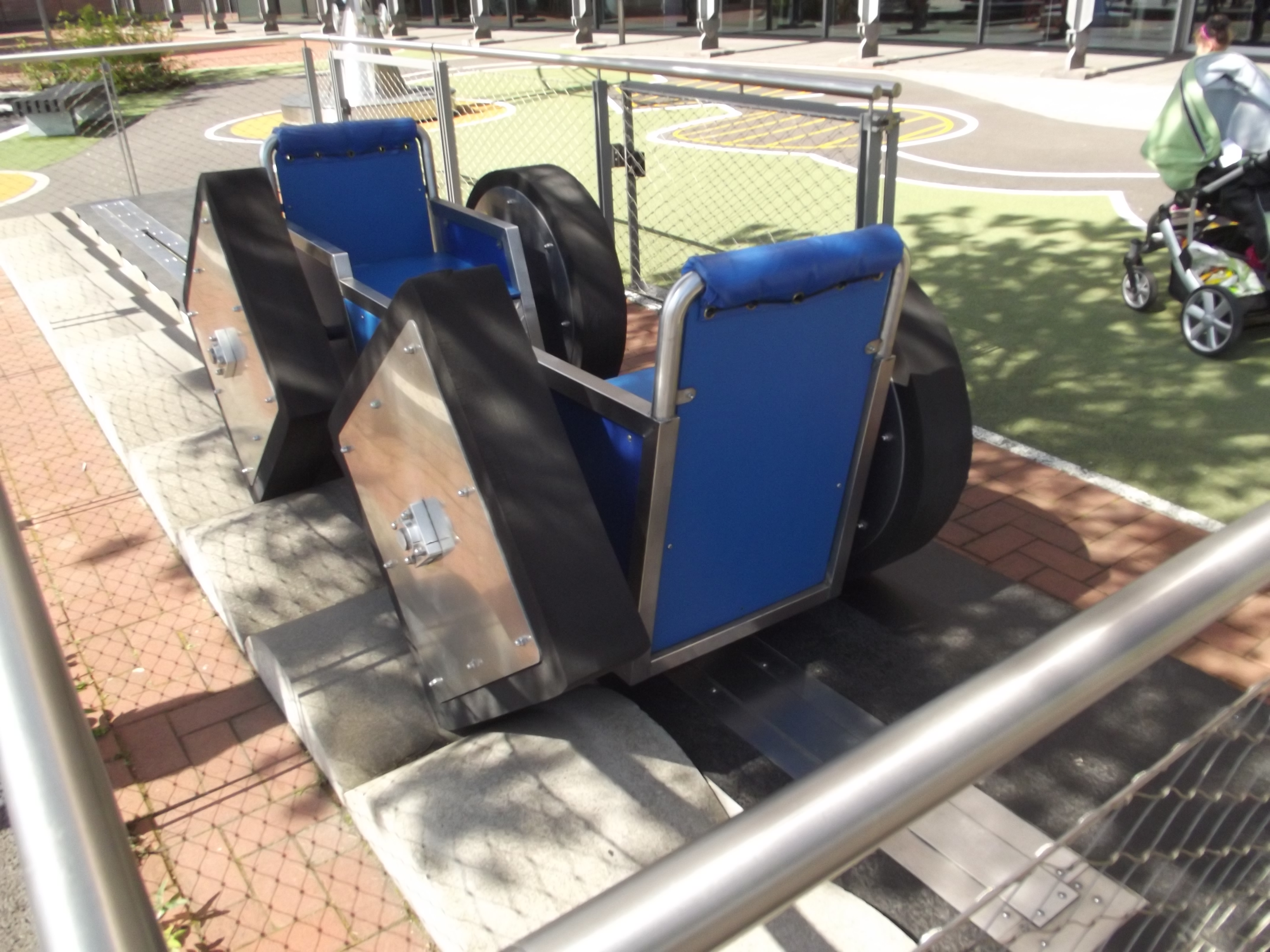
Wagen mit quadratischen Rädern auf einer modifizierten Schiene im Thinktank Science Garden in Birmingham

Das Prinzip des Abrollens eines Quadrats auf einer Kettenlinie war bereits zur Zeit des Alten Ägypten bekannt. Es ist anzunehmen, dass empirisch und näherungsweise eine Methode zum Bewegen von Steinquadern über aneinander gelegte Baumstamm-Viertel entwickelt wurde.
Stan Wagon vom Macalester College in St. Paul, Minnesota, entwickelte den Prototyp eines Dreirads mit quadratischen Rädern, das er 2004 durch ein neues Modell unter Verwendung besserer Materialien ersetzte. Wagon entwickelte weitere Räder, die auf verschiedenen unebenen Bahnen rollen können. So können Teile einer gleichschenkligen Spirale zu einem Rad zusammengeklebt werden, das auf einer Sägezahnbahn rollt. Es wurde auch ein Fahrrad mit Rädern in Form eines Reuleaux-Dreiecks entwickelt, das auf einer ebenen Fläche fährt.
Ein anderes Fahrzeug mit quadratischen Rädern wurde 2006 von Jason Winckler erfunden. In diesem Fall sind die quadratischen Räder miteinander verbunden und behalten eine Neigung von 22,5° bei, sodass sie auch auf einer ebenen Fläche rollen könnten. Nach Angaben des Erfinders könnte eine solche Maschine in mikroelektromechanischen Systemen (MEMS) eingesetzt werden.
Im National Museum of Mathematics (MoMath) in New York gibt es eine „Pedal in the Petals“ (Pedale in den Blütenblättern) genannte Attraktion, bei der es sich um spezielle Dreiräder mit drei quadratischen Rädern in drei verschiedenen Größen und Achsen in drei verschiedenen Höhen handelt. Durch kreisförmiges Fahren innerhalb einer großen gelben Blüte und nur im richtigen Abstand zur Mitte ist ein ruckfreies Fahren möglich.

## Kulturelle Aspekte
In einer Folge der Fernsehserie MythBusters – Die Wissensjäger wurde 2012 ein Lastwagen mit viereckigen Rädern auf einer geraden Straße getestet und erreichte eine Geschwindigkeit von 97 Kilometern pro Stunde, bevor ein Rad brach. Bei einem anderen Versuch, bei dem die Räder um 45° versetzt montiert waren, erreichte das Fahrzeug nur 32 Kilometer pro Stunde. Ein Vergleich zwischen einem Fahrzeug mit quadratischen Rädern und einem Fahrzeug mit normalen Rädern zeigte gleichwertige Ergebnisse, wenn beide Fahrzeuge einen steilen und unebenen Hügel hinauffuhren.
Im Film Per Anhalter durch die Galaxis (2005) ist ein Fahrrad mit quadratischen Rädern zu sehen, als die Protagonisten auf dem Planeten Viltvodle VI landen.
„Das quadratische Rad neu erfinden“ (englisch Reinventing the square wheel) gilt in der Softwareentwicklung (allgemeiner bei Organisationen) als Anti-Pattern: Eine schlechte Lösung wird bereitgestellt, obwohl eine gute bereits existiert.